# Швантес, Гюнтер
Гю́нтер Шва́нтес (нем. Günther Schwantes; 15 октября 1881, Кольберг — 11 августа 1942) — немецкий военный деятель, генерал-лейтенант. Участник Первой и Второй мировых войн. Руководитель абвера в 1927—1930 годах.

## Биография
Родился в семье судьи Юлиуса Швантеса. В октябре 1899 года в чине фанен-юнкера начал службу в 1-м нижнесилезском полку полевой артиллерии «фон Подбельски» № 5, где 18 августа 1900 года был произведен в фенрихи, а после окончания училища — и в лейтенанты (18 мая 1901 года) того же полка.
С 1 октября 1904 года — адъютант конного артиллерийского дивизиона, позже оберлейтенант, в 1908 году отправлен в военную академию, а в 1912 году — в генеральный штаб.
С началом войны повышен до капитана и назначен в штаб VI армейского корпуса; с 14 мая 1916 года в штабе 4-й запасной дивизии; затем, с 26 ноября 1916 года в штабе 39-й пехотной дивизии, где и оставался до конца войны.

## Межвоенные годы
После демобилизации армии оставлен в рейхсвере, направлен в штаб I участка нейтральной зоны Рурской области. В мае 1919 года в том же чине капитана зачислен в рейхсхеер и назначен командиром пехоты 31-й бригады. С 1 октября 1919 года в комиссии по перемирию. В других источниках, в том числе списках сокращаемой до 200, а затем и до 100 тысяч человек армии — не значится.
В середине февраля 1921 года назначен в штаб 7-го (прусского) кавполка, располагавшегося в Бреслау. 5 марта 1922 года произведен в майоры. С 25 августа 1922 года командир эскадрона 11-го кавалерийского полка. В середине 1923 года вновь попадает в штаб кавалерийской части, на сей раз — 2-й дивизии.
12 февраля 1924 года женился на Эдит фон Эйке унд Польвитц.
С сентября 1925 года работает в Имперском военном министерстве в Берлине, в «статистическом отделе пехоты (T3) Управления войск (TA)». Под этим обозначением был скрыт Абвер. С весны 1927 года в разведотделе сухопутных войск, с 1 февраля 1928 года — подполковник, в этом чине 1 апреля, сменив полковника Фридриха Гемппа, возглавляет отдел, объединённый с разведкой ВМФ.
31 января 1930 года сдаёт отдел подполковнику Фердинанду фон Бредову и уже 1 февраля сам сменяет подполковника фон Рейнерсдорфф-Паченски унд Тенчин на посту командира 11-го (прусского) кавалерийского полка в верхнесилезском Нойштадте, получив 1 января следующего года чин полковника.
В той же должности его застало и очередное повышение, случившееся 1 октября 1933 года. Однако, уже 30 ноября, сдав командование полковнику Фридриху Кирхнеру, Швантес уходит в отставку. Мало что известно о его деятельности с этого момента до 1 октября 1936 года, когда он был назначен командиром 4-й служебной инстанции в Швайднице вместо полковника Германа Винклера.
Во время следствия по делу Бломберга и Фрича в феврале 1938 года сдал пост генерал-майору Гансу-Юргену фон Арниму и 1 марта был назначен командиром 19-й пехотной дивизии (в Ганновере) после генерала кавалерии Конрада фон Госслера. 1 июня 1938 года был произведён в генерал-лейтенанты.

## Участие во Второй мировой войне
С началом очередной войны Швантес участвует в польской кампании, в конце 1939 года вместе со своей дивизией переведён на западный фронт. После случившегося с ним в январе 1940 году инсульта переведён в резерв (дивизию принял Отто фон Кнобельсдорф).
1 сентября 1941 года Гюнтер Швантес окончательно ушёл в отставку и менее чем через год, 11 августа 1942 года скончался.

## Награды
- Железный крест (1914) 2-го и 1-го класса (Королевство Пруссия)
- Королевский орден Дома Гогенцоллернов рыцарский крест с мечами (Королевство Пруссия)
- Нагрудный знак «За ранение» чёрный (1918) (Германская империя)
- Крест «За выслугу лет» (за 25 лет беспорочной службы) (Королевство Пруссия)
- Орден «За военные заслуги» 4-го класса с мечами (Королевство Бавария)
- Орден Фридриха рыцарский крест 1-го класса с мечами (Королевство Вюртемберг)
- Крест «За заслуги на войне» (Герцогство Саксен-Мейнинген)